# Ranunculus subtatricus
Ranunculus subtatricus är en ranunkelväxtart som beskrevs av Jasiew.. Ranunculus subtatricus ingår i släktet ranunkler, och familjen ranunkelväxter. Inga underarter finns listade i Catalogue of Life.